# Орехово (Брестская область)
Оре́хово (Возможные варианты: Orzechowo, Arechava, Orzechów, Orechow, Orechovo, Orehovo, Orekhowo; белор. Арэхава) — агрогородок (до 2011 года деревня) в Малоритском районе Брестской области Беларуси. Расположен на юго-восточном берегу Ореховского озера. В 22 км на юго-запад от г. Малорита и 76 км от Бреста. Административный центр Ореховского сельсовета.

## Происхождение названия
В Болгарии, России, Беларуси и Украине насчитывается более 60 населённых пунктов с названием Орехово. В силу этого разные поселения связывают происхождение своих названий то с фамилией «Орехов», то с различными видами растения ореха, встречаются даже экзотические версии, связанные с птицей-кедровкой (ореховкой). Однако ни одна из этих версий не выдерживает критики в данном случае.

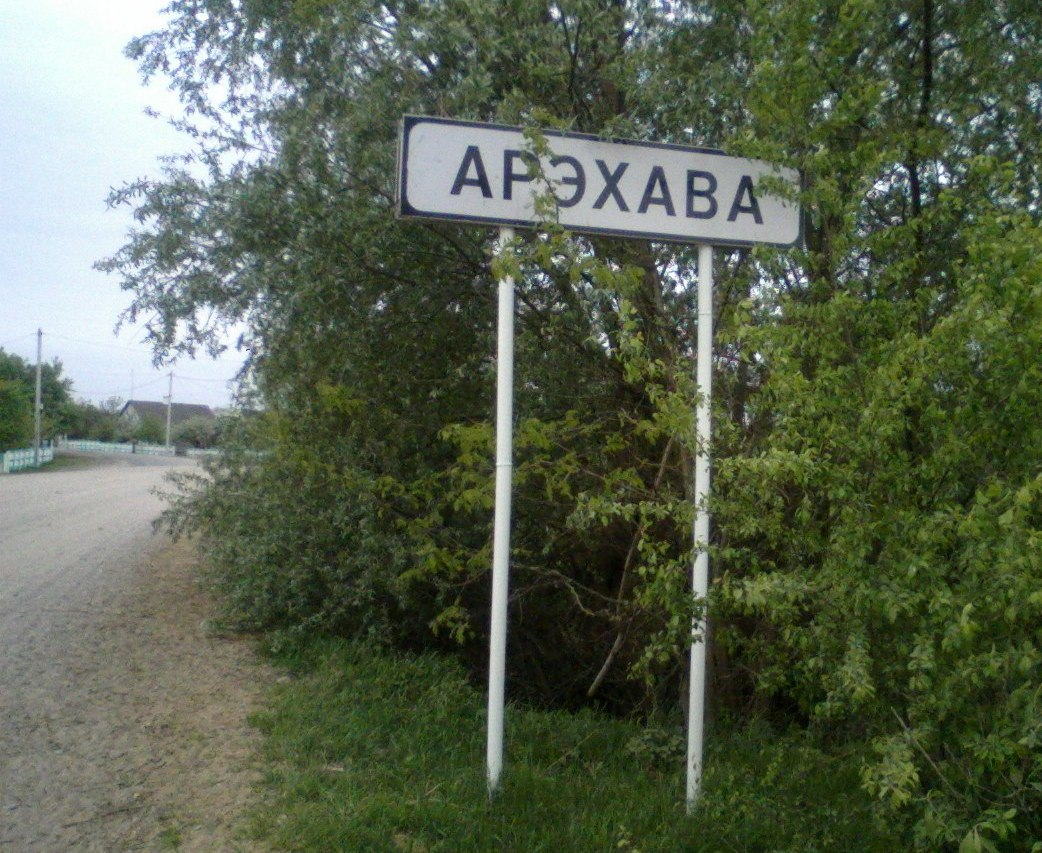
Агрогородок Орехово

Встречаемые версии происхождения названия деревни — от некого русского инженера по фамилии «Орехов», не выдерживают хронологической привязки, так как русские стали здесь хозяевами лишь в 1795 г., а первое упоминание «Арэхава» относится уже к 1546 г. Кроме того, действительно существует фамилия «Орехов» и, судя по окончанию, это типично белорусская фамилия, более распространённая в северо-восточной части Беларуси, где, кстати, тоже есть д. Орехово. Но прямых или косвенных указаний на присутствие этой шляхетской фамилии хотя бы в Малоритском районе не имеется. Так что и указания на некого пана «Арэха» или «Орехова» — не более, чем заманчивая легенда. Более заманчивой выглядит версия, связанная с ореховым кустом (орешником (Corylus avellana L.)). И хотя сейчас окрестности деревни не могут похвастаться изобилием этого растения, ещё сто лет назад, по рассказам старожилов, здесь действительно росло много орешника, который даже дикорастущий использовали как культуру. В польские времена из Орехово возили такие плоды целыми возами на продажу в Варшаву. Все бы хорошо, но и здесь больше нигде не встречаем упоминания или намека о торговле орехами или орехах в Новом времени. Более того, возникает вопрос — озеро, одноимённое деревне, позаимствовало название у неё или же совсем наоборот? Озеро Ореховское существовало гораздо раньше самого Орехова. Возникает тот же вопрос: а откуда у озера такое название?
Здесь можно предложить ещё одну версию, основанную на археологических находках и анализе местных топонимов. Это теория ориев. Согласно современным украинским историкам (Ю. Шилов), племена ориев появились на побережье Чёрного моря, а расселение соответственно шло, с юга на север. По археологическим артефактам этот процесс происходил в 10-3 тысячелетиях до н. э., то есть время, когда и на берегах озера Ореховского селились первобытные племена. На южных белорусских землях племена ориев-земледельцев селятся в 2-1 тысячелетиях до н. э. Возможно, уже в эти времена местные топонимы и гидронимы приобретают характерный корень — Ор (Ор — орий, пахарь и т. д.). Учитывая, что топонимы и гидронимы могут сохраняться очень долгое время, не меняя своего корня, с очень большой вероятностью можно подытожить, что в основе названий д. Орехово и оз. Ореховского лежит тот самый корень Ор от древних жителей первопроходцев — ориев, пахарей, хлебопашцев... Некоторые названия — топонимы, в силу тех или иных обстоятельств могли измениться полностью, а некоторые, сохранив корень слова, дошли до наших дней. Начнём из тех, что могут быть самыми старыми, так как находятся на берегах озёр и речек. Скорее всего, гидронимы, как названия возникли раньше, потому что вода как основа жизни, а топонимы, как аналогия, шли следом, а жилища нужно было строить на сухих, незанимаемых водой местах.
Орехово — деревня возле одноимённого озера, а также, что самое главное, при описании границ между ВКЛ и Польшей (XVI век) упоминается название болота Ор и речки — Ор, это совпадает полностью с современным расположением речки Рита, её поймой. Также можно предположить названия следующих топонимов и гидронимов.
Гидронимы: Ор-рыта; Ор Мал — Малорита; Ор-Оз. Ореховское.
Топонимы: Ор Мал- Малорита; Ор Велик — Великорита; Ор-Ор (Кобринский район); Орхово (Брестский район); Ор-Заорье; Ор- д. Орехово, Ор — д. Орховка (Волынь) Таким образом, д. Орехово является самой древней на Малоритчине, что и подтверждается археологическими находками возле оз. Ореховское (10 тыс. до н. э). Это также проявляется и в частично сохранившихся, дошедших до наших времён местных неразговорных наречиях. Например: овачка — овца, бакае — блеет, двары — двери, рэба — рыба, и т. д. Ещё интересен также один аспект, почему существует ореховский диалект (см. Карту «Диалекты Малоритского района»). Секрет в том, что первые Роды (племена), основавшие ту или иную деревню, приходили сюда из разных мест, и в разные исторические временные промежутки. Ещё сравнительно недавно жители называли своё село — Орахово, что можно объяснить в современной транскрипции как: Оррах-Оратель, Орий, пахарь, и «ово» — как его земля или место, где он живёт. В итоге тайна происхождения названия Орехово может быть заключена в глубокой топонимической истории.

## История

### Мезолит и неолит
Местные земли начали заселять первобытные люди после ухода последнего ледника с территории южной Беларуси. Ореховское озеро скорее всего образовалось в процессе таяния льда. В конце последнего ледникового периода около 14-10 тыс. лет назад на территории будущего Малоритского района появились первые люди, о чём свидетельствуют археологические раскопки стоянок эпохи мезолита на берегах Ореховского озера.
Первобытные общины приходили с юга со стороны Волыни и селились на берегах озёр Свитязь (Волынь), Ореховское, Олтушское, Луковское (Малоритчина), а также р. Западный Буг (Брестчина) в IX—VIII тысячелетиях до н. э.
Это были племена охотников на северных оленей. Их культура названа свидерской (по названию деревни около Варшавы). Многочисленные стада оленей, которые блуждали по местным таёжным лесам, были основным объектом охоты этих племен.
Возле Ореховского озера известны две стоянки этого периода, обозначаемые как Орехово-1 и Орехово-2 (Стоянка-1, Стоянка-2).
Стоянка-1. За 2 км на север от деревни, на склоне большого мореного возвышения, который создает коренной северный берег озера, на восток от дороги в деревню. Ширина 300 м, культурный пласт значительно поврежден размывами. Тут найдено около 600 обработанных кремней, кроме нуклеусов, отщепов пластин, 70 орудий труда: ножи, скребки, топор и тёслоподобные изделия. Вид макролитический, похожий на позднесвидерские материалы. Артефакты относятся к раннему голоцену — 9-6 тысячелетия до н. э. Памятник выявлен В. Ф. Исаенком в 1962 г., изучался в 1964, 1966, 1967 гг.
Стоянка-2. За 2,5 км на северо-восток от деревни, на северо-восточном склоне и в промоинах на поверхности мореного возвышения встречаются гнездами обработанные кремни. Среди находок — пластинчатые ножи, скребки, грубо обитые топоры и тёсла, вероподобный свидерской наконечник стрелы. Большинство вещей сделано в 10-5 тысячелетиях до н. э.

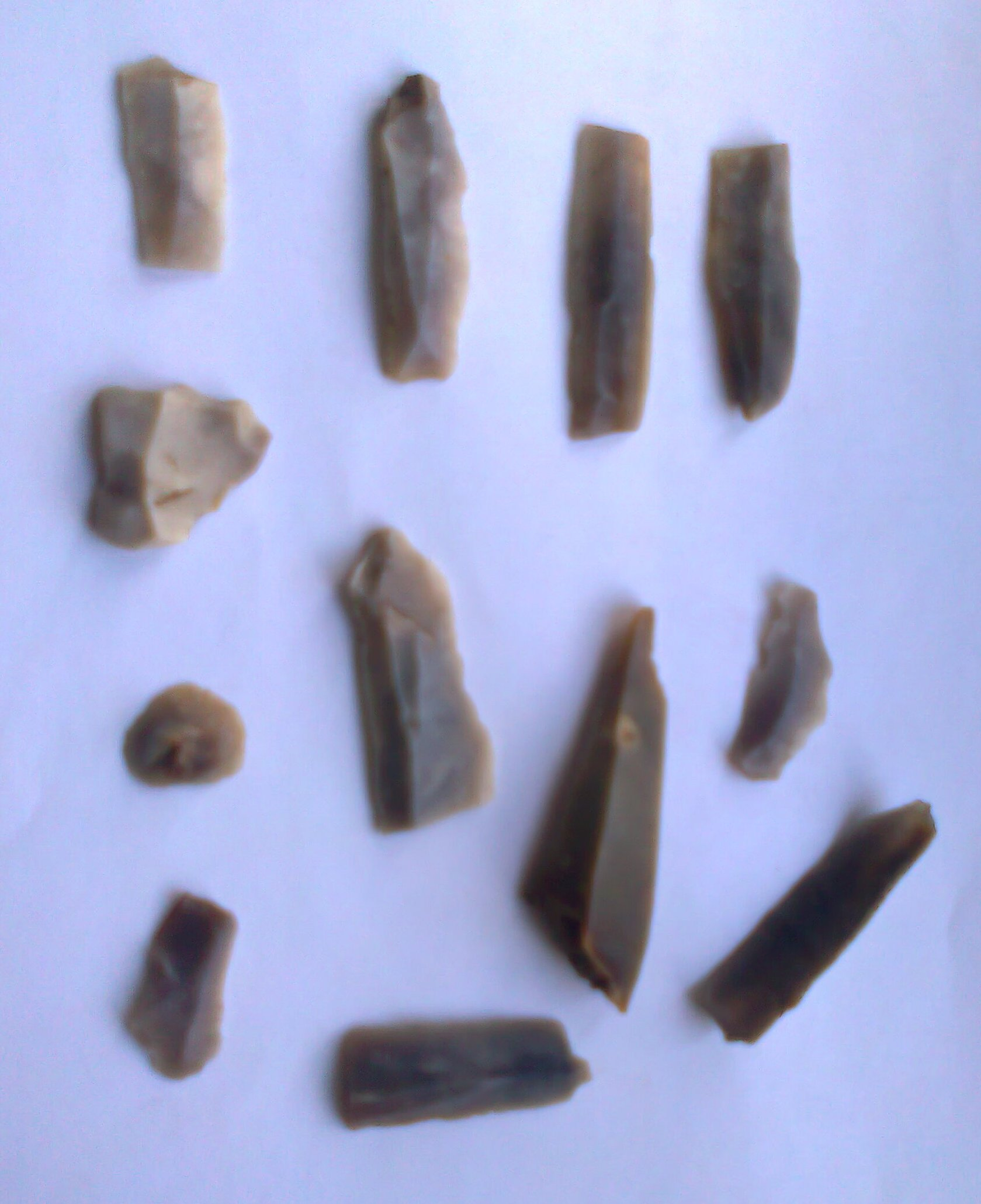
Скребки, найденные на стоянках Орехово 1,2

В эпоху мезолита люди вели ещё кочевой образ жизни. Первые люди, в основном, жили натуральным (присваивающим) хозяйством, а именно, только брали дары природы, ничего ни производя при этом сами. Исключение, пожалуй, составляли орудия труда.
Постепенно развивалась технология выработки примитивных инструментов: скребков, секир, нескольких видов долот. Они позволили рубить деревья, строить временные жилища, изготавливать звероловные ловушки, выдалбливать лодки-однодревки. Здесь было найдено несколько нуклеусов и ретушей.
Первобытные охотники здесь жили одной родовой общиной — человек 15-20, которые были в большинстве своём родственниками по матери (матриархат). Чем занимались первые люди в окрестностях озера? Как правило, охотились и ловили рыбу.
Следующие следы пребывания человека следует искать в неолите. В этот период происходит неолитическая революция — переход от охоты к земледелию и от собирательства к животноводству.
На березах Ореховского озера учёные нашли 4 поселения этого периода (с 4 тыс. до н. э.). В новом каменном веке человек вёл уже оседлый образ жизни. Он, кроме охоты и собирательства, занимался рыболовством. Выросло количество обнаруженных находок. В основном это орудия труда, сделанные из камня и кости, оружие и керамика. Что интересно, первобытные жители могли очень технично обрабатывать камни, например, каменные топоры эпохи неолита, найденные при раскопках на побережье озера. Часть топоров имеет просверленные отверстия для крепления рукоятки. Требовалось потратить много времени и мастерства, чтобы в камне сделать отверстие. Найдена также каменная зернетёрка, на которой растирали зерно в муку для выпечки хлеба. Стоянки были не большими, в основном люди жили по 2-7 человека. Большинство экспонатов сейчас хранится в историко-краеведческом музее Ореховской СШ.
Стоянка-3. На запад от южной части деревни, на небольших песчаных возвышениях (высота 1,5 — 2,5 м), которые встречаются на низком южном берегу оз. Ореховское на протяжении более 200 м и высоте 1,5-2 м над уровнем воды. Среди находок треугольный наконечник стрелы, ножи, скребки и скобли, топороподобные грубо обработанные орудия. Во время изучения в 1995 г. В. Ф. Исаенко и Ф. Д. Климчука найдено 20 кремней с обработкой, часть которых побывала в огне. Орудия находились в бороздах и небольших раздувах на уровни первой надозерной террасы возле соснового леса. Обломки неолитических горшков свидетельствуют о возрасте стоянки — конец 4 — 3 тысячелетия до н. э.
Стоянка-4. Среди торфяника, который сформировался на левобережье р. Малорита, за 0,5 — 1,5 км на север от деревни, тянется вдоль мореного возвышения. Это следы неолитического поселения 4 — 3 тысячелетия до н. э. Культурные останки — кремни с обработкой, коричневого цвета, завершенные обработкой изделия труда, обломки глиняной посуды и даже остатки животных — часто попадаются на невысоких возвышениях, которые покрыты сверху тонкими пластами торфа. Ширина памятника около 400 м.
Стоянка-5. На склоне мореного бугра между дорогой (гравейка) и домом лесника. На запад от стоянки и на протяжении 500 м встречаются обработанные кремни, часть их побывала в огне. При исследовании 1995 г. найдено более чем 110 подобных кремней. Среди них 6 нуклеусов, 2 ретуши, 2 долота, скребки, скобли, 7 пластинок, 5 отщепов с ретушами, проколка, нож-«гровет», изделия типа пик, топор. В этом месте северного берега озера в результате деятельности человека и природных факторов возникли промоины и колеи, которые нарушили поверхность культурных пластов (9-5 тысячелетия до н. э.).
Стоянка-6. За 0,4 км за запад от деревни на северо-восточном берегу озера, в урочище «Шчучча», в 1995 г. выявлены следы неолитического поселения. Это высокая местность луга с довольно хорошим подходом к воде возле истока реки, высотой 1,5 м, шириной около 300 м. При раскопках часто встречаются оббитые камни преимущественно коричневого цвета, а также болотная руда.
Как видно, археологические стоянки возле Ореховского озера охватывают значительный отрезок времени (от 10 тыс. до н. э. — до сер. первого тысячелетия нашей эры), что свидетельствует о длительном и периодическом пребывании человека в этих местах. Если в эпоху мезолита и неолита стоянки были временными, то с переходом к оседлой жизни — появляются долговременные жилища.

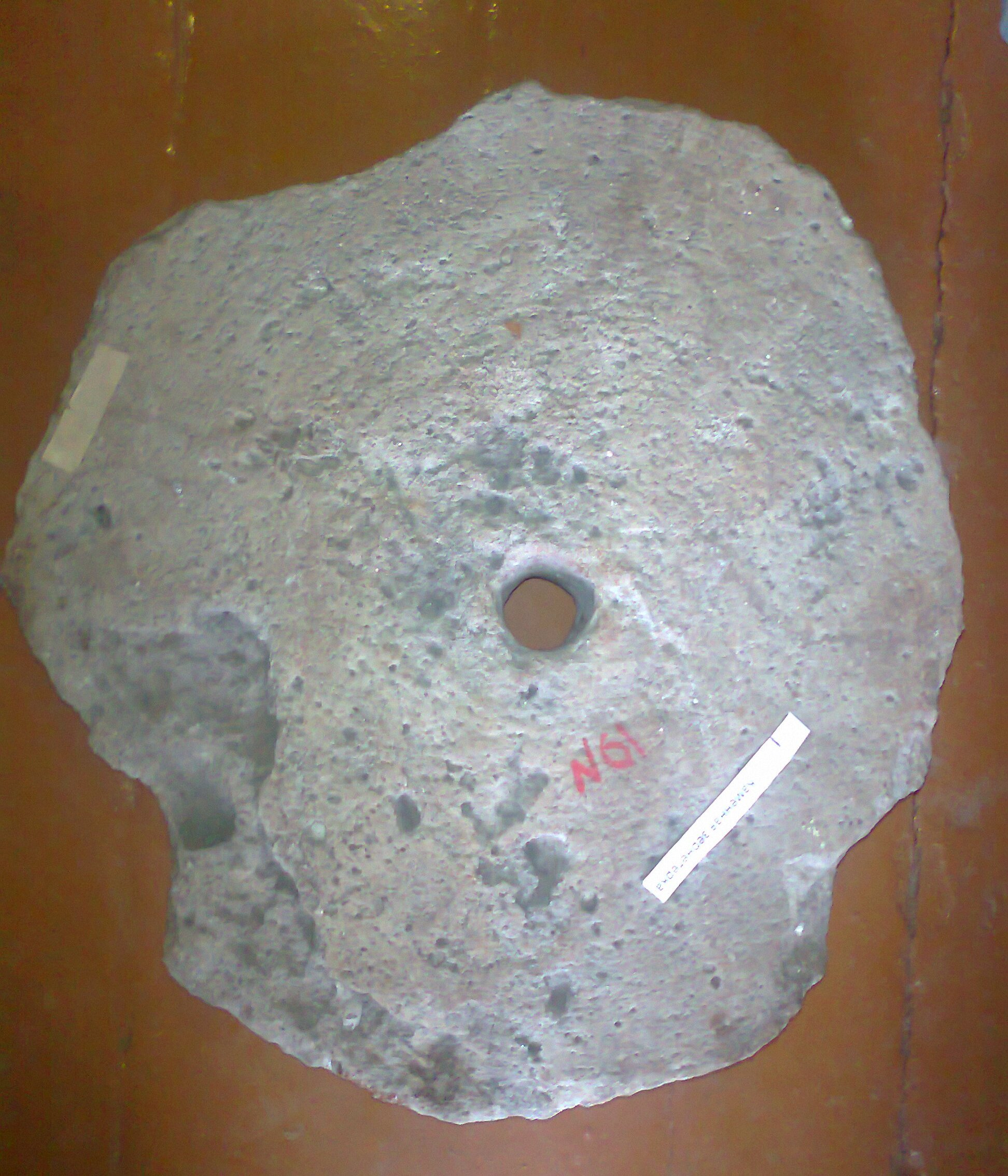
Зернетерка, экспонат школьного музея

Поселение Орехово-3 неолитическое, расположено на южном, низком берегу, среди небольшого леса. Здесь уже встречаются кремнёвые сколы, обломки древних толстостенных глиняных горшков, топоры (4-3 тыс. до н. э.). Самое интересное поселение Орехово-4 находится на болоте возле подножия моренного бугра в месте истока реки Малориты. Здесь уже встречаются орудия труда эпохи бронзы и меди. Большая часть орудий труда была из камня, рога и кости. Техника обработки камней была уже лучше, чем в предыдущее время. В эпоху неолита 4500 лет до н. э. отдельные роды начали группироваться в небольшие общины. На территории района выявлено 8 стоянок, возле вышеперечисленных озёр. В каждой из которых обнаружено от 1-го до 5-ти жилищ.
Около 3000 лет до н. э. сюда распространилась дунайская культура, она уже была земледельческой.

### Памятники бронзового и железного века
Памятник-7. Возле северного берега озера и истока реки из воды выступает валун высотой 1,2-1,5 м, очевиднее всего, место почитания — капище. В окружности деревни найдено несколько предметов бронзового века, возраст которых 4000 — 3500 лет. Среди них — наконечник копья с широкой насадкой шириной 105 мм, плоские орудия в виде неправильного прямоугольника, боковые стороны которого сведены в острие. Также на северном берегу озера и истока реки с воды выступает валун высотой над водой 1.2-1,5 м. Скорее всего, это капище — место поклонения языческим богам. Но это место ещё ждет своих исследователей. Северо-восточный берег Ореховского озера называется по-местному «Камень». Своё название берег получил неспроста. В пяти метрах от суши с воды на метр выступает массивный валун продолговатой формы. Учёный В. Ф. Исаенко высказал предположение, что камень являлся центром языческого капища в бронзовом веке (капище — место поклонения и почитания языческих богов у предков. Там приносили жертвы богам и духам, проводили религиозные культы).
Бронзовый век представлен культурой шнуровой керамики, похожей на Волынскую... Ранний железный век представлен толстолепной керамикой — возле деревень Орехово, Луково, Дубично, Олтуш. Они существовали 700 лет до н. э. — 800 лет н. э.
В эпоху железного века большинство бронзовых и каменных изделий заменяются на железные. Примерно в VІІ в. до н. э. в Беларуси научились добывать железную (болотную) руду и выплавлять её в домницах. Учитывая, что окрестности нашего края всегда были богаты на болота — здесь интенсивно добывалась железная руда и использовались железные орудия труда — прежде всего наконечники плугов и ножи.

### Киевская Русь и феодальная раздробленность
Период раннего и высокого средневековья — это загадочная и драматическая страничка в истории края. В период раннего средневековья из Балтийского в Чёрное море через Восточную Европу пролегал так называемый путь «из варяг в греки». Существовало большое множество вариантов этого пути. Однако один из таких путей проходил через Западный Буг — его приток Рита — перетаскивались волоком у урочища Перовысь (Перовыссе) — Припять — Днепр. В середине первого тысячелетия 90 % современного района были покрыты водой и болотами. Территория между Ореховом и Перовиссю столетиями была помежным пунктом, своего рода «таможней». А окрестности будущего Орехова были центром купечества и торговли.
Возле Орехова выявлены памятники позднезарубинецкой культуры VII—X вв., времён Киевской Руси. Развитие производящего хозяйства привело к росту населения и расслоению его на знать и народ. Возникает потребность в организованной обороне людей и территории. Начинают строиться укрепленные поселения — городища. Возле Орехово выявлены остатки городища славянских племен.
Урочище Кружки в 1,5 км восточнее д. Орехово, на север от старой дороги Орехово-Перовое, смешанный лес является одним из доказательств существования ещё одного старого языческого капища. Дело в том, что такие капища представляли собой круг или место, так или иначе связанное с кругом.
В VІІІ — IX вв. на территории Малоритского района оформились славянские племена волынян и дреговичей.
Земли Малоритчины, как и в целом Брестско-Пинского Полесья, в середине IX в. вошли в состав Киевской Руси.
После принятия христианства на Руси в 988 г. на Малоритчине появляются миссионеры. Христианство здесь стало расширяться первоначально с деятельностью владимирско-волынского епископа Стефана ІІ около 992 г. В 1000 г. на территории современной д. Ляховцы была построена первая церковь, а в 1005 г. была основана Туровская епархия.
В конце Х — середине XII в. местные земли находились преимущественно в составе Турово-Пинского княжества.
В 1020 −1044 гг. — землями южной Малоритчины овладел польский князь Болеслав Храбрый, но потом их завоевал киевский князь Ярослав Мудрый. В середине XII века они переходят к волынскому князю Владимиру.
1164 г. — земли вошли во владение литовского князя Скирмунта. Это было с одной стороны начало феодальной раздробленности, с другой — время, когда территории становятся сферой влияния литовских феодалов.
В 1241 г. татаро-монголы разрушили Пинск и Брест.
Около 1258 года Берестейская земля, в том числе земля современной Малоритчины, вошли в состав Волынского княжества. Последнее ещё в 1199 году было объединено с Галицким княжеством. Объединённое государство имело название Галицко-Волынская Русь.
В конце XIII в. заканчивается период феодальной раздробленности, и земли Малоритчины становятся объектом вражды между литовскими и волынскими князьями.

### Вхождение в состав Великого Княжества Литовского
Во время начала правления князя Гедимина в состав ВКЛ были включены уже почти все земли современной Беларуси. Но Прибужье оставалось по-прежнему спорной территорией.
В 1319 г. Гедимин овладевает землями Берестейщины, Малоритчины и Дрогичина. Но весь период его правления это было причиной войн с галицко-волынскими князьями (Малоритчина была уделом Кейстута Гедиминовича).
С 1336 по 1341 г. Малоритчина находилась под властью князя Галицко-Волынской Руси Юрия Болеслава и вернуть её литовцы смогли только после смерти последнего в 1341 г.
Считается, что ореховский край окончательно вошёл в состав ВКЛ во времена Гедимина. Но не долго. В 1349 г. польский король Казимир ІІІ (бывший союзник волынян) захватил Берестейщину. И только в 1366 г. между польским королём Казимиром ІІІ и князем литовским Кейстутом заключается договор, по которому Берестейские земли (в том числе и Орехово) вновь возвращаются в состав ВКЛ.
В 1413 г. произошла административная реформа Витовта, по которой наш край стал находиться в составе Берестейского повета (волости) Троцкого воеводства. Но известно, что с 1520 г. Берестейский повет находится уже в Подляшским воеводстве. Вот как выглядела схема административно-территориального состава деревни на протяжении XV — XVIII вв.: Подляшское воеводство — Берестейский повет — Полесская волость — Олтушское войтоство — деревня Орехово.

### Первое упоминание в 1546 г.
С 1368 года соседние с Малоритчиной современный Шацкий район Украины входил административно в состав Подляшского воеводства (Польша). В связи с чем, первые первые письменные упоминания Орехова относятся к описаниям территориальных споров между ореховцами и шатчанами.
В 1546 г. работает пограничная комиссия по вопросам спорных территорий между ВКЛ и Польшей. Дело в том, что волынские и некоторые другие земли, которые принадлежали ВКЛ, были отданы Жигимонтом ІІ Августом Польской Короне.
Среди спорных территорий мы впервые встречаем в «Описании границы между ВКЛ и Польской Короной» от 3 августа 1546 г. деревню Орехово, а также Ляховцы, Мокраны, Олтуш, Радеж, Хотислав и урочище «Перавесся».
В «Описании» рассматривается территориальный спор между представителями Берестейского староства (Иван Яцынич) и Любомского староства (пан Ян Угровецкий) о границе ВКЛ и Польши. Здесь описывается, как Ян Угровецкий хотел обмануть комиссию и перенести межевые знаки до Олтушского озера. Однако оказалось, что местные жители не видели там никогда таких знаков. В результате граница окончательно устанавливается по реке Перовеска, а также по урочищам «Пегага» и «Урэка» до болота Ор, где местами проявляется речка Ор. Мосты через р. Перовеску и р. Ор являлись, как видно из документа, пограничными пунктами между ореховцами, ратчанами и шатчанами. Из «Описания» мы также узнаем, что в Орехове находится мельница (наверное, водяная) и что сама деревня тянется «гумнами» на полторы мили (более 2 км). Само же озеро Ореховское каждую зиму сдают в «аренду» (на промысел рыбы).
Ниже приводится текст этого документа.
3 АПІСАННЯ МЯЖЫ ПАМІЖ ВЯЛІКІМ КНЯСТВАМ ЛІТОЎСКІМ I КАРОНАЙ ПОЛЬСКАЙ
жнівень 1546 г.
[Згадка пра вёску Арэхава, Ляхаўцы, Олтуш, Радзеж, Хаціслау, пра ix жыхароў, а таксама пра рытчан (жыхароў Маларыты), пра ўрочышчы IIepaвicce i Макранскае, пра азёры Арэхаўскае, Олтушскае, Веліхава, пра рэчкі Перавіску i Ор.]
Лета Божага Нараджэння 1546, месяца жніўня 3 дня, у аўторак, індыкт 4.
Па загаду гаспадара яго міласці Вялікага князя Жыгімонта Аўгуста Васілём Тышкевічам i Войцехам Ленартовічам праведзены опіc межаў i шкод паміж Вяліким княствам Літоўскім i Каронай Польскай.
Тэрыторыя Вялікага княства (Літоўскага)
Індыкт 4, месяца жніўня, 14 дзень, у суботу.
На Бераховічах, на гасцінцы Луцкім, пан Ян Угравецкі з староства Любомскага, стаўшы, паведаміў, што мая мяжа з Пешча не ёсць прылягаючая да мяжы Вялікага княства (Літоўскага), але людзі староства Любомскага, з Шацка i з Світаша, без якіх я нічога не магу чыніць, абышлі мяне ад Вялікага княства, а тыя, маўляў, людзі любомскія не сталi сведчыць тое, што староста любомскі знаходзщца на службе ў караля яго міласці, а падстаросці хворы.
Тут жа падстаросці берасцейскі Іван Яцыніч ад людзей Вялікага княства (Літоўскага) павета Берасцейскага Алтушкавіч паведаміў: «Я вашу міласць павяду мяжою, якая ідзе паміж Вялікім княствам (Літоўскім) i Любомлем». I правёў да Бярозавага Броду, i паведаміў, што гэта мяжа Вялікага княства (Літоўскага) з паветам Любомскім, з панамі Угравецкімі пачынаецца пасярод таго балота ад мяжы князя Галаўніна, сяла яго Дубка, а тым Бярозавым Бродам да ўрочышча Троскавых Мхоў, па правым баку Любомскае, а па левым Вялікае княства (Літоўскае). Ад тых Троскавых Мхоў да балота Зелянца, каторае дзеліць Любомле з Вялікім княствам (Літоўскім), па правым баку Любомскае, а на левым — Вялікае княства (Літоўскае). Ад таго балота да ўрочышча Утаўкі борам аж да Каменнага Крыжа на правым баку Любомскае, а па левым Вялікае княства (Літоўскае). Ад Каменнага Крыжа да ляскоў каля ясеня, ад ляскоў да Заколнікаў, ад Заколнікаў да балота Нябімехаў, якое каля возера Арэхава. Па тых урочыстых месцах яны паказвалі знакі мяжы, старыя i новыя, у многіх дрэвах з двух бакоў высечаныя i зарослыя. I паведамілі, быццам бы iншыя межы павінны быць высечаны i выпалены; i гатоў быў падстаросці берасцейскі довадам давесці тое, што гэта спаконвечная мяжа вёсак Вялікага княства (Літоўскага) з Любомлем, i ставіў сведкаў, людзей добрых, шляхту.
А ўздоўж тых межаў на тых месцах быццам на дзве мілі. Пан Угравецкі казаў: «Каторыя знакі бачныя з Вялікага княства (Літоўскага), тады я тыя знакі за знакі не прымаю, бо яны не ёсць слушныя, а ідуць пасярэдзіне маёй зямлi».
Мяжа сяла Арэхаўскага Вялікага княства (Літоўскага) з мяжою — Залескім сялом Раценскім ля Баб’яга, адтуль пайшла берагам Пегага ўрочышча, вострава, ад Пегага урочышча да Урэка, ад Урэка да Ора, балота сярод мосту, якая (рэчка Ор) ідзе там, дзе знікае, дзе паказваецца.
А ад тых рэк мяжа пайшла хаціслаўская да сярэдзіны мосту Каралёва i сярод балота. I тут паведаміў падстаросці берасцейскі Іван Яцыніч, што ён узяў перш за усё ад таго Перавесся i вёў аж дагэтуль балотамi па тых вышэйзгаданых урочышчах, тое ўсё па правым баку Любомскае, а па левым — Вялікае княства (Літоўскае).
Падстаросці раценскі пан Войцах Свяціцкі паведаміў: «Куды паказваў пан падстаросці берасцейскі па рацэ Ор пасярод балота, тое i на тых урочышчах усё ёсць раценскае, а куды я павяду заўтра, тады тое ўсё па правым баку будзе у Раценскім, а па левым — Вялікае княства».'
 Памяць: гіст.-дакументальная хроніка Маларыц. р-на / Рэд. — укл. В. Р. Феранц. — Мн.: Ураджай, 1998.

### В королевской милости или эпоха Речи Посполитой
В 1569 году была принята Люблинская уния. И после создания Речи Посполитой не утихали споры о границах территории ВКЛ и Польши. Так как Орехово также всегда являлось приграничным селом, то и здесь шли целые «войны» за межевые знаки. Для решения спора между ореховцами и шатчанами в 1586 г. сойм высылает сюда ревизорскую комиссию во главе с подкоморным хелмским Венцлавам Угровецким и подкоморным земским воеводства Берестейского Николаем Пацем. О работе этой комиссии сохранился отчёт: "ПАДКАМОРСКАЕ ВЫЗНАЧЭННЕ ПА СПРЭЧНАЙ СПРАВЕ АБ МЕЖАХ ПАМІЖ ШАТЧАНАМІ I АРЭХАЎЦАМІ
Из отчёта комиссии понятно, что граница между ореховцами и шатчанами признается на старом месте — мостку по р. Ор, что находилась возле Перовеси. Хотя и в будущем из-за этих лесов и болот у ореховцев будет ещё немало вопросов с шатчанами.
Кроме того, из документа мы узнаем, что ореховская мельница была построена шатчанами гвалтом, то есть руками закрепощенных крестьян в короткие сроки. Также встречаем ряд местных урочищ: Кобылка, Лысая Гора, «Пабійканя», Унча, Тиневское, Песок, «Бабий лес» и др.
После Берестейской церковной унии (1596 г.) в XVII в. начинается процесс насильственного распространения униатства. На территории Малоритского района с 1630-х гг. начинается процесс строительства новых униатских храмов.
В 1668 г. происходит инвентаризация (опись) помещицких имений Берестейской экономии, благодаря чему мы можем ознакомиться с раскладом повинностей крестьян в Орехове, количестве земель и цене деревни. В этом же документе впервые упоминается церковь в Орехово, которая уже существовала.
Также сохранились упоминания от 1679, 1724 и 1742 гг. Известно, что церковь до XIX в. была униатской и была основана в честь Святой Параскевы-Пятницкой.
С коллекции инвентарей помещицких имений Берестейской экономии (1668 г.)
«Мельницы болотные, весняки…
При деревне Орехово с одним колесом … с этих мельниц две меры принадлежат в казну, а третью мельники берут себе.
Село Орехово
Волок 23. На церковь униатскую вольная волока 1. Оседлых на чинш волок 6,2. Гайдук ореховский держит на чиншу одну треть. Бесхозяйственных волок 15 с одной третью. Оседлостей 35.
Повинности
С волоки оседлой платят па р: 17, составляет р: 10425. С бесхозяйственных, когда третьего снопа давать не будут, платят па р: 10 з волоки. Отдельно гайдук ореховский с третьей части волоки платит р: 520. Моргов при этой деревне 391. С них припадает на церковную волоку 17, остается моргов 374, платить должны с каждого гр. 7. 9, р: 9315. Подати медовой ручек 17 с двумя третями, ручка по р: 6, р: 106. Копщизны пивной р: 10. За гуся одного, курей двое, яиц 20 платят с волоки оседлой па р: 1, составляет 65 р. Сена воз, дров воз и другие всякие повинности раз в год повинны. Эта деревня принадлежит „цягненню невадаў“ и отвозу рыбы. От погрузки пива, горелки, соли, селядцов, железа жители деревни остаются вольные вечными временами.
Сумма деревни р: 3265».
1654—1667 гг. — «Московский потоп» война с Россией привела к сокращению населения Берестейского воеводства наполовину. Это были страшные времена разрушений и потерь.
Также и во время Северной войны в 1705 и 1706 гг. Берестейские земли грабили русские и шведские войска.
13 сентября 1769 г. — произошла битва А. Суворова и конфедератами под Орехово. После упорной борьбы с барскими конфедератами и окончательной победой Суворова над ними в 1772 г. произошёл первый раздел Речи Посполитой.
В 1792 году в Орехово была построена деревянная, на каменном фундаменте церковь, площадью 252 м кв. Церкви принадлежало 217 десятин земли.
События второго раздела и восстания Тадеуша Костюшко затронули край мало, а в 1795 г. во время третьего и последнего раздела РП наши земли, как и вся Западная Беларусь, вошли в состав нового государства — Российской империи.

### Бой А. В. Суворова под Ореховом в 1769 г.
В эпоху кризиса Речи Посполитой её соседи только и ждали удобного повода для вмешательства во внутренние дела этого государства и его раздела. Таким поводом стала организованная в г. Бар в 1768 г. (теперь Винницкая область, Украина) католическая конфедерация (конфедерация — временный союз шляхты для решения особо важных проблем) крупных магнатов и шляхты против последнего короля Станислава Августа Понятовского, который уровнял права католиков и православных. Екатерина ІІ, российская императрица, по просьбе короля, для защиты православных выслала на борьбу с конфедератами русское войско. Впоследствии это восстание и стало основной причиной первого раздела Речи Посполитой в 1772 году.

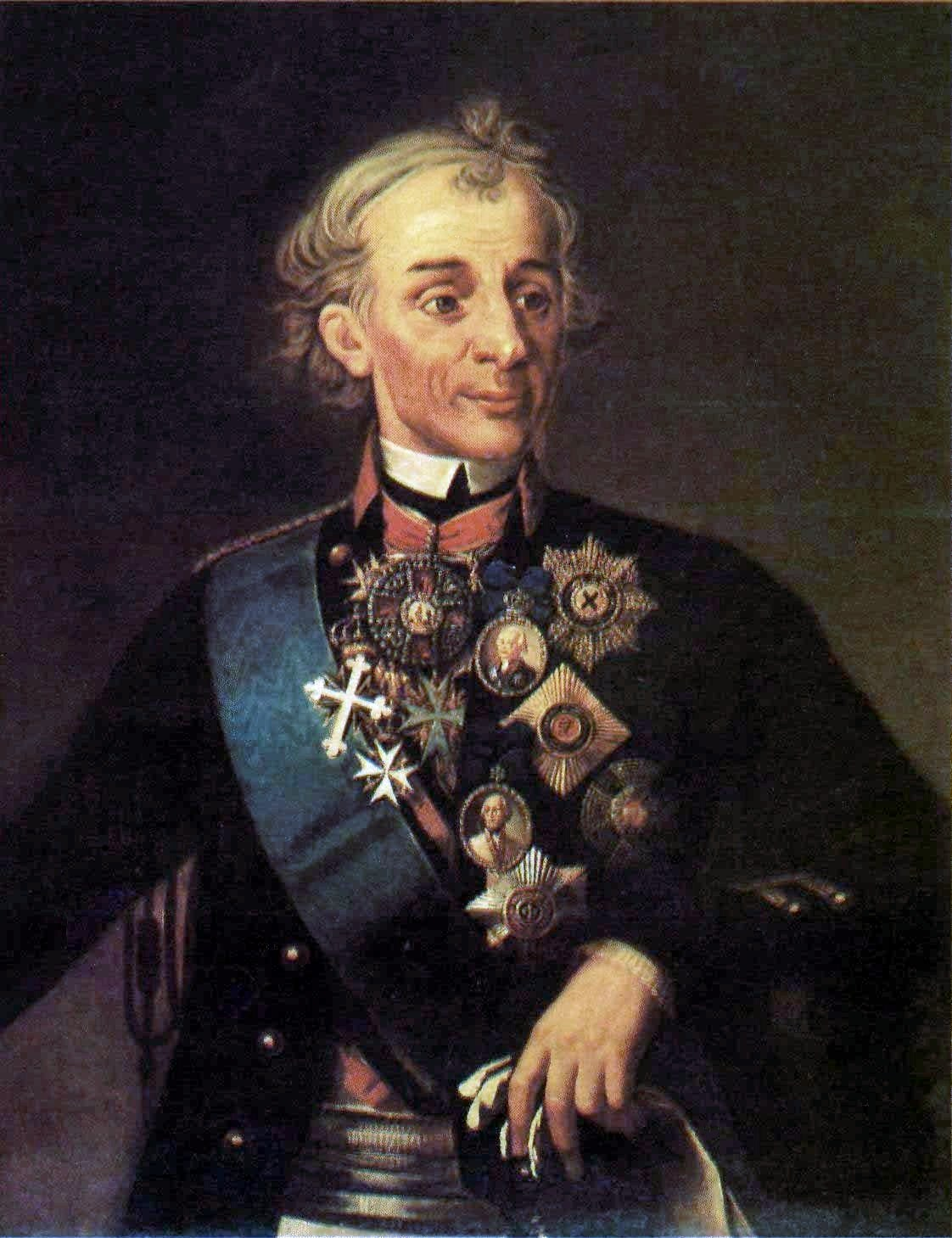
Александр Васильевич Суворов

Впервые на территории современной Беларуси Суворов оказался в 1769 году во главе Суздальского полка в ходе кампании против Барской конфедерации.
1 (13) сентября 1769 года у деревни Орехово после ряда неудачных боев для русских, состоялся бой между отрядом Суворова и польскими конфедератами под командованием братьев Пуласких. Здесь Суворов впервые одерживает решающую и крупную победу над поляками, успехи которой были закреплены в битве под Владавой через два дня 15 сентября 1769 г.
Перед этим главное начальствование над русскими войсками в Польше было поручено генерал-поручику фон Веймарну. Конфедераты превосходили Русских числом, но им недоставало именно этого единства, не говоря уже про дисциплину, так что в результате Русские оказывались более сильными.
Вскоре дошло известие, что двое Пуласких (Франц и Казимир), сыновья маршала барской конфедерации, ходили с большими силами по Литве, волновали шляхту и набирали приверженцев.
Казимир Пулаский был наиболее известным деятелем Барской конфедерации. В звании полковника 6 июля 1769 г. он разгромил российские войска под Волковыском, 12 июля отбил г. Слоним, а позже провел бои с русскими отрядами под Молчадью (16 июля) и Дворцом. За это время его войско выросло до 4000 человек. Эти победы сделали его авторитетнейшим полководцем конфедерации. В сентябре 1769 г. организовал новый поход на территорию Беларуси с Украины. Возле Кобрина был атакован российскими войсками и вынужден был отойти за Буг. Здесь его и свела судьба с А. Суворовым.
В подкрепление русским войскам, находившимся в Литве, в последних числах августа, был послан полковник Суворов с 2 батальонами, эскадроном, 50 казаками и 2 полевыми орудиями. Усиленными переходами двинулся он к Бресту, где удостоверился, что весть о Пуласких справедлива, что конфедераты приближаются, и на одной высоте с ними, по флангам, следуют туда же два сильных русских отряда Ренна и Древица, в 1500 и 2000 человек. Суворов хотя был тут внове, но понимал, какой именно способ действий приличествует для такого рода войны. Считая нужным удержать Брест в виде опорного пункта, он оставил там часть своих сил, сам же с отрядом, не доходившим до 400 человек при 2 пушках, выступил и шёл целую ночь. На рассвете он встретил патруль Ренна, силою в 50 человек, под начальством капитана графа Кастелли и присоединил его к себе, а около полудня, приблизительно в 70 верстах от Бреста, настиг конфедератов, в числе около 2000 человек, под начальством нескольких маршалов. Отряд Суворова, присоединив разъезд к себе с офицерами и унтер-офицерами, насчитывал не более 320 человек.
Сделав снова 35-вёрстный ночной марш, Суворов, 2-го сентября, около полудня, настиг конфедератов, в числе около 2000. Произошло это близ д. Орехово, в глухой лесисто-болотистой местности неподалеку от Ореховского озера. Отряд 2000 конфедератов под командованием Пуласких, Аржевского, Мальчевского разместился на небольшой поляне в четырёх верстах от Орехова в урочище Кривно.
У каждой из сторон было по 2 пушки. В ополчении — больше всадников (что лишь помеха в лесу), а у Суворова — солдаты регулярной армии.
Конфедераты были расположены в лесу, близ деревни Орехово, на тесной поляне; партия состояла из одной кавалерии с двумя орудиями. Подойдя к болоту, через которое были перекинуты 4 (3 — по другим источникам) моста, гренадеры Сахарова бросились на мост, а егеря, развернувшись вправо и влево, открыли ружейный огонь. Переход этот суздальцам пришлось совершить под артиллерийским огнём, загремевшим с обеих сторон. Хотя огонь поляков был довольно внушительный и у нас в одном зарядном ящике подбили колесо, но остановить гренадер он был не в состоянии. Перейдя через болото, Сахаров выстроил роту тылом к густому лесу, непроходимому для кавалерии; по сторонам её, очистив лес, поручик Борисов рассыпал егерей, открывших ружейный огонь. За пехотой через гать перешли карабинеры и драгуны; казаки остались за болотом для обеспечения русской позиции с тыла и наблюдения за выходами из леса. Так как неприятельские орудия наносили нам довольно значительный вред, то Суворов, став во главе кавалерии (50 драгун), атаковал неприятельскую батарею, затем отступил. Поляки сняли свои пушки и атаковали русскую пехоту с фронта. Пехота Суворова встретила поляков выдержанным огнём и отбросила. Конфедераты, боясь потерять орудия, сняли их с позиции, увезли за линию и затем атаковали гренадер с фронта, но были встречены метким залпом. "Отбитые эскадроны были заменены, однако, новыми, атака возобновилась, но опять не имела успеха. Четыре раза атаковали конфедераты и всякий раз свежими эскадронами, но все четыре раза безуспешно, потому как были отбиты отрядами гренадеров, егерей, карабинеров и драгун Суворова.
Они понесли при этом большой урон, потому что кроме хорошо направленного ружейного огня, каждая их атака была встречаема картечью, и отбитые эскадроны преследовал граф Кастелли, рубя бегущих. В ходе сражения он наскочил на молодого Казимира Пулаского, но на выручку Казимиру подоспел старший брат, Франц; с поднятой саблей бросился он на Кастелли, брата спас, а сам поплатился жизнью, получив в упор пистолетный выстрел. Так погиб Франц Пулаский. Это был один из лучших вождей конфедерации, человек с замечательными душевными качествами; его не только оплакивали поляки, но сожалели и русские. Тем не менее, Казимир смог организовано вывести остатки войска из боя и отступить. Пораженный его доблестью Суворов послал ему эмалированную табакерку с надписью
«Люблю сражаться с умным противником».
Для обеспечения русской позиции от нападения с тыла, были рассыпаны казаки, которые и наблюдали за выходами из леса. Несмотря на это, произошло какое-то замешательство, вследствие которого дежурный при Суворове майор несколько раз крикнул: «Мы отрезаны». Суворов немедленно арестовал майора.
Наступил вечер и потому Суворов решил покончить с конфедератами решительным ударом. Он приказал квартирмейстеру Суздальского полка Васильеву, распоряжавшемуся артиллерией, зажечь гранатами Орехово, находившееся в тылу польской позиции.
Из рапорта А. В. Суворова И. И. Веймарну о бое при Орехове от 07.09.1769:
«Пуласких ядры брали у меня целые ряды; однако помощью божнею, я с ратными убытки считаю человек до десяти. Их столько против меня было много, что я наконец, принужден был гранатаю деревню зажечь. Тут-то они и побежали, оборонялись хорошо, так по случаю у одного моего пушечного ящика одно колесо подбито было. Здесь пропасть раненых и я сам с умирающими. Не оставлю, пойду ещё за ними вслед…».
Приказание было исполнено и деревня зажжена. Это оказало сильное моральное воздействие, вроде крика «мы обойдены», тем более, что поляки были расстроены и смущены неудачею только что произведённых ими атак. Этим моментом воспользовался Суворов для общей штыковой атаки. Русская пехота бросилась в штыки с чрезвычайною стремительностью, и поляки ретировались в беспорядке через горевшую деревню. «Сахаров с гренадерами бросился в штыки, а карабинеры на палашах с чрезвычайной стремительностью — и все сшиблись».
Опрокинутые конфедераты обратились в бегство через пылавшее селенье. За ними устремилась русская кавалерия. Во главе казаков стал адъютант Суздальского полка Парфентьев. Русская конница, силою меньше 200 коней, бросилась за отступавшими и преследовала их версты три; чтобы ещё более устрашить конфедератов и заставить их бежать без оглядки, Суворов приказал пехоте производить в лесу частый огонь. При преследовании он захватил у корчмы Козий Брод шесть конфедератов, в том числе одного хорунжего. Преследование обошлось полякам вообще довольно дорого: во время него они потеряли несколько сот человек убитыми и 43 пленными, но орудия успели увезти. Суворов гнался за конфедератами версты три; они были так потрясены, что только раз во время отступления решились дать отпор и стали выстраиваться, но скоро повернули опять назад и понеслись далее, хотя перед ними было всего человек десять. Остатки неприятельской партии ушли к Холму. В Суздальском полку под Ореховом убиты 2 егеря и 2 артиллерийские лошади; ранены: поручик Дитмарн в левую руку пулей, 4 егеря и 1 канонир. Таким образом, потери русских войск были незначительными — 5 человек убитыми и 11 ранеными.
Конфедераты понесли полное поражение; они были так потрясены, что скоро повернули назад и продолжали ретираду, хотя перед ними было всего десять русских кавалеристов с самим Суворовым. В этот деле поляки потеряли до 200 человек, в том числе только 40 пленных, так как вследствие малочисленности своего отряда, Суворов не велел никому давать пардону. Численность отряда конфедератов можно определить только косвенно:
Из рапорта А. В. Суворова И. И. Веймарну о бое при Орехове от 07.09.1769 «Я гнался ещё за ними с человеками десятью кавалеристов с полмили, встретил Пуласких на поле, где было они опять построились, при мне поворотили вправо, уповаю к Хелму, и ушли. В сражении, понеже людей у меня весьма мало, не велел никому давать пардону. Таким образом — не знаю двести, не знаю триста — перерублено, переколото и перестреляно. В полону господ Грабовских и протчих, майор, два ротмистра и человек до сороку, коих я отправил в Брест с господином Дитмарном…».
Таким образом, в рапорте Суворов говорит о том, что ополченцев он приказал в плен не брать. Убито их было 200—300 человек, в плен попало до 50. И ещё отступило несколько человек (за которыми могло гнаться 10 кавалеристов). Следовательно, ополченцев было всего не более 250—350 человек.
В числе отличившихся при Орехове Суворов показывает графа Кастелли, корнета Дистерло, Суздальского пока: поручика Сахарова, квартирмейстера Васильева, дежурного майора капитана Панкратьева и, наконец, сержанта Климова, который «в атаке убил один трёх человек». Относительно Климова в указе военной коллегии от 21-го Веймарну значится: «…храброго же Суздальского же полка сержанта Климова, при будущем впредь в корпусе вашем произвождении, произвести преимущественно пред прочими в прапорщики».
Таким образом, закончилась битва под д. Орехово. Вот как Суворов описывает свои впечатления о битве в рапорт Веймару:
«…Сегодняшняя победа среди бело дня весьма хороша, было их маршалков, сказывают, семь и смелый молодой Пулаский был от смерти у господина Кастелли на четырёх шагах. У моих пехотных офицеров много перестреляно лошадей, скорость нашей атаки была чрезвычайная. Казаки плохи, едва видел ли их одного… Хотя все прочее войско с храбростью достойное российского имени поступало.»
До сих пор Суворов исполнял случайные поручения, а теперь получил определённое назначение — командовать люблинским районом, и потому из-под д. Орехово отправился прямо в Люблин. Если принять во внимание, что 3-го сентября он находился уже в Влодаве, в 35-ти верстах от поля сражения, то придется, допустить что Суворов и на этот раз выступил ночью. Очевидно, он преследовал разбитую партию Пулаского, но нагнать её не удалось. Поэтому Суворов дал в Влодаве почти двухдневный, вполне заслуженный отдых своему маленькому отряду. Последний в 5 дней прошёл без дневок 180 верст и одержал победу над противником, превосходящим его в 5—6 раз.
За операцию по разгрому конфедератов около д. Орехово А. В. Суворов был награждён орденом Георгия 3-й степени и вскоре получил чин генерал-майора (1770 г.).
Любопытен вопрос о количестве конфедератов в бою под Орехово: Из рапорта А. В. Суворова И. И. Веймарну о бое при Орехове от 07.09.1769 «…На дороге взял я с собою Каргопольского ротмистра графа Кастелли с пятьюдесятью карабинерами и казаков до тридцати…
В сражении, понеже людей у меня весьма мало, не велел никому давать пардону. Таким образом — не знаю двести, не знаю триста — перерублено, переколото и перестреляно. В полону господ Грабовских и протчих, майор, два ротмистра и человек до сороку…»
Автобиография А. В. Суворова от 28 октября 1790 г.
«…повстречался я с графом Кастелли при тридцати карабинерах и толиком числе казаков и взял его с собою.
Маршировавши ночь, против полден, повстречались мы с мятежниками под Ореховым; их число возвышалось близ десяти тысяч, что была неправда; я их полагал от дву до трёх тысяч;»
То есть в рапорте, составленном спустя неделю после событий, Суворов говорит о том, что ополченцев было 250—350 человек, а в биографии поясняет, что «победил» целую армию (все думали, что 10 000, но, так и быть, Суворов согласен на 2 000 — 3 000).
После разгрома К. Пулаский ещё участвовал в походе на Варшаву в 1771 г., где конфедераты были разбиты. В 1772 г. Казимир покидает страну и эмигрирует в Саксонию, затем во Францию, Турцию и в 1777 г. он переезжает в США. В звании генерала кавалерии он организовывает там несколько сотен кавалеристов, а также одерживает ряд побед в войне за независимость (1775—1783 гг.) над англичанами. Здесь К. Пулаский считается «отцом американской кавалерии» и национальным героем США.
После разгрома Пуласких под Ореховом А. Суворов заставил уцелевших жителей деревни окопать место сожженного Орехово рвом, а самих ореховцев сделал каторжниками. После этого до конца XVIII в. д. Орехово оставалась местом ссылки для заключённых Российской империи. Долгое время из-за этого в общественном мнении преобладала «каторжная» версия происхождения и самой деревни, на что косвенно указывали местные топонимы (Злодеевка, Копаевка и др.). Однако стоит ли говорить, что этот факт не может перечеркнуть славную тысячелетнюю историю нашего края, извечного центра торговли, земледелия и рыболовства.
В честь разгрома конфедератов под д. Орехово в 1960 года возле школы был установлен мемориал. В 2005 году он был снесён, вместо него была установлена памятная доска около здания сельсовета.

### Орехово в составе Российской империи
Первое, что изменилось после 1795 г. — административно-территориальный подел. Брестский повет стал частью Слонимской, с 1797 г. — Литовской, а с 1801 г. Гродненской губернии. Таким образом, в XIX в. Орехово находилось в составе Олтушской волости Брестского повета Гродненской губернии.
В войне 1812 г. на территории Малоритского района не было военных действий, однако через его проходили русские войска под командованием П. В. Чичагова (наступление армии М. И. Кутузова) в ходе освобождения от Наполеона.
В 1813 г. была основана д. Перовое. Пан Дубровский, который жил в Орехове, выселил сюда на своеобразную каторгу Михаила Петровича Бегезу за то, что он не захотел работать на него. Вероятнее всего конфликт мог возникнуть из-за участия Бегезы Михаила в партизанском движении против французских властей летом — осенью 1812 г., в то время как шляхта выступившая на стороне Наполеона, была помилована либо заменена русскими помещиками.
В 1802—1843 гг. по Рите в Муховец сплавлялись плоты за границу. Материалы шли также на строительство г. Бреста и Брестской крепости. В первой половине XIX в. также был прорыт Ореховский водопровод, который открывал путь в р. Вислу, обеспечил проход судов, и сплав леса с южной части Могилевской губернии в Прибалтику. Кроме того возили лес в местечко Владавки, Домачево, прусский город Данувич.
После церковного Полоцкого собора (1840 г.) на Беларуси начали закрываться униатские храмы. В это время в Орехово открывается православный храм. Имением Орехово владеет в это время Михаил Коишевский.
Брест-Киевская дорога (1851—1859 гг.) имела ответвления в сторону Орехова через Хотислав, которое было военной дорогой 2-го разряда продолжительностью 75 верст.
5 марта 1861 г. в белорусских церквях был зачитан Манифест об отмене крепостного права. Для получения полной свободы необходимо было подсобрать денег и с помощью мировых посредников совершить выкупную операцию, которые можно было совершать лишь с 19 февраля 1863 г. Разумеется, этот фактор стал немаловажным в национальном восстании 1863—1864 гг. Сохранился уникальный документ этого исторического события — выкупной акт имения Орехово 1864 года.
После подавления восстания начались репрессии. За участие в восстании были конфискованы имения Орехово у М. Коншевского (село Орехово, деревня Отчин и хутор Липа). В 1864 г. перед следственной комиссией стал 18-летний юноша из д. Орехово Корней Порхатюк, который служил у помещика Райского в имении Мокраны. Порхатюк показывал, что в 1863 г. Митушевский из Кобрина нанял его на работу, но отвел не в своё имение, а в партизанский отряд, который размещался в Беловежской пущи. Отрядом командовал Ю. Эйтманович.
Восстание 1863—1864 гг. сильно повлияло на решение крестьянского вопроса в Западной Беларуси. Дело в том, что вдохновлённые действиями К. Калиновского и его соратников крестьяне почувствовали, что вправе сами добиваться своих свобод и прав от помещиков. Для привлечения крестьян на свою сторону, правительство пошло на значительные уступки выкупа для западнобелорусских крестьян, а выкупные операции приказало начать местным чиновникам незамедлительно (декрет от 1 марта 1863 г. Александра ІІ). Ниже представлена копия уникального документа: «Выкупной акт имения Орехово-Главное от 23 сентября 1863 г.». В документе Поверочная комиссия Брестского уезда постановляет сельское общество д. Орехово, имения Орехово и Очень (совр. Отчин) произвести выкуп своего крестьянского надела (2929 десятин). Тут же говорится о количестве крестьян: 353 человека мужского пола и 364 женского пола. За свои наделы крестьяне в общей сумме должны были заплатить в общей сумме 32213 р. 33 к., что было огромной суммой по тем временам. К примеру, общий годовой доход имения в 1864 г. составил 4288 рублей (из них чистыми — 472 рубля).
В 1864 г. также происходит опись всего имущества от 16 февраля в имении Орехово помещицы Северины Михайловны с Гутовских Коишевской. Её имущество состояло из хутора Липе, села Орехова («Аржэхава»), деревни Отчин (Очен), С хозяйственных построек имелись: жилой дом, флигель, дом, ледник, погреб, свиран, птичник, винокурня, варовня, воловная, овечник, свинарник, сараи для гусей, телят, солодовня, коптилка, кузня, воловая и ветряная мельницы, стайня. В имении был сад на двух десятинах росли 30 яблонь, 20 груш, 3 сливы, 20 вишен.

### Первая мировая и польско-советская войны в д. Орехово: 1915—1921 гг.
Наступление Первой мировой войны (1914—1918 гг.) жители имения Орехово почувствовали на себе в августе 1915 г. С приближением немецко-российской линии фронта, по требованию военных властей, почти всё население было вынуждено покинуть родные места и двинуться вглубь России. Вместе с эвакуацией имущество крестьян подвергалось разорению, то, что не смогли вывезти оставляли на произвол судьбы. Та же судьба постигла и приход в Орехове — с наступлением немецких войск вся деревня была эвакуирована, вместе с тем были вывезены церковные ценности. С 1915 по 1919 год в Ореховской церкви службы не проводились, так как не было штатного священника. А в 1919 году приход был вовсе закрыт (до 1924 г.).
С приходом на белорусские земли германских войск значительное количество населения было эвакуировано на восток (в Казанскую, Ярославскую, Воронежскую, Тамбовскую и другие губернии, и даже в Сибирь). Тех, кто не желал уезжать, вывозили насильно. В числе жителей, которые остались, как правило, были семьи, не имевшие лошадей. Многие жители деревень покинули на 5-7 лет свою Родину. Для тех, кто не желал уезжать, было наказание — такие семьи оставляли с одной коровой и одним стогом сена на грядущую зиму без прочих запасов к существованию.
8 сентября 1915 г. кайзеровские войска заняли Брест. Через несколько дней немецкие захватчики появились в Малорите. Мирное население оказалось втянутым в военные действия. По свидетельствам местных жителей, много построек, жилых и хозяйственных, были разобраны солдатами для строительства и укрепления окопов. Считается, что между деревнями Орехово и Олтуш проходила линия окопов. Недалеко от Ореховского поворота на мореном возвышении находится небольшое кладбище немецких солдат, которое уже давно поросло лесом.
С 1915 г. по 1918 гг. на территории деревни Орехово, как и во всей Западной Беларуси, был установлен жесткий оккупационный режим кайзеровских войск. Наши земли в этот период входили в состав Германской империи, поэтому далеко не сразу почувствовали изменения после социалистической революции 1917 г. и др. событий Советской России.
Олтуш был включён в Полесскую губернию в составе гетманской Украины и территорий, именовавшихся «немецкой волостью». В Олтуше, как в волостном центре (в состав Олтушской волости входили Олтушский, Ореховский, Радежский и Хотиславский приходы), была образована немецкая комендатура во главе с комендантом. Все брошенные жителями поместья и отдельные хозяйства объявлялись имуществом Германии. Крестьянам строго предписывалось сколько земли можно обрабатывать, каких животных и в каком количестве выращивать. Население обкладывалось большим количеством штрафов и налогов: личным, наёмным, поземельным, налогом на торговлю, на животных, в том числе и на собак, рядом косвенных налогов и натуральных платежей. Специальные военизированные отряды забирали сельскохозяйственную продукцию, принуждали население вылавливать в Ореховском озере рыбу и всё отправляли в Германию. Население, под наблюдением военнослужащих и полиции, должно было бесплатно выполнять все работы для нужд немецкой армии. Без разрешения местных властей запрещался сбор урожая, ловля рыбы, высечка леса.
Эти территории, как и земли Западной Беларуси в целом, подверглись двойному разорению: в 1914—1915 гг. со стороны российской власти, в 1915—1918 гг. — со стороны немецкой.
С марта 1918 г. был подписан Брестский мир, по которому белорусские земли отходили в состав кайзеровской Германии до ноября 1918 г.
В силу исторических событий, в конце 1918 г., деревня не была освобождена советским правительством, так как её заняли белопольские оккупанты и белогвардейские части. Весной 1919 г. при поддержке стран Антанты поляки начали наступление на Советскую Россию. Земли стали ареной для советско-польской войны (1919—1921 гг.). В июле 1919 г. поляки заняли Малориту. Только во время июньского контрнаступления Красной Армии местность была на несколько месяцев освобождена от поляков. В 1920 г. жители д. Орехово встречали Красную Армию. В районе быстро начали формироваться органы советской власти. В это время, 31 июля 1920 года, произошло второе провозглашение БССР, в которой территориально оформилось и Орехово. Однако летом 1920 г., в результате польского контрнаступления, Красная Армия вынуждена была отступить. Малоритчина, как и Западная Беларусь, почти на два десятилетия оказалась под властью Польши.

### В составе Польши
18 марта 1921 г. был подписан Рижский мир, по которому Западная Беларусь и Западная Украина отошли в состав Польши.
Деревня, как и вся Западная Беларусь, находилась под властью буржуазно-помещичьей Польши (Второй Речи Посполитой). В деревне Орехово находились имения помещика Гурского, который владел 5472 га земли и Леона Домбровского (мест. Думбровского).
«Успаміны. Болба Матрона Лявонцьеўна (1925).
Палякі, ў асноўным, сяліліся ва ўрочышчах „Ліпы“ i на „Бруску“, ці на вуліцы, якую i сення празываюць Зладзееўка. Яны жылі значна заможней, чым нашы вяскоўцы, трымалі вялікую гаспадарку. Для догляду за гэтай гаспадаркай не хапала рабочых рук, таму палякі наймалі вяскоўцаў. У аднаго такога пана i працавала трынаццацігадовая дзяўчынка Матрона. Звалі яго Дуброўскі. Матрона пасвіла кароў. I хаця ў статку было ўсяго 13 галоў, пасвіць ей было цяжка: каровы ўвесь час спрабавалі ўцячы з патрэбнага надзела, бо ўсе надзелы каму-небудзь належалі. А кругом яшчэ мелася шмат балот. Акрамя гэтага, ёй даводзілася даіць кароў i выконваць іншую работу, хаця ў пана працавала не яна адна. У тыя гады Матрона скончыла 3 класы ў школе. У чацверты клас iсці яна не захацела, бо вучоба давалася цяжка. Вывучалі тады польскую мову. Школа была вельмі маленькая. У адным маленькім пакоі займаліся чатыры класы. Парты стаялі ў чатыры рады, i кожны клас займаў пэўны рад. У школе працавала два настаўніка. Перад першым урокам, на перапынках i пасля ўрокаў дзеці расказвалі „Отчэ наш“ па-польску. Школа знаходзілася на цяперашняй вуліцы Суворава. Дзяцей за правіннасці каралі палкай або лінейкай па руцэ і круцілі вуха. 3імой дзеці, ў асноўным, не ішлі ў школу, яны хадзілі на возера на каток.
У той час у весцы было два магазіна, ці па-польску склепы. Першы склеп належыў пану Бронскаму, другі — пану (упраўляючаму) Бажэнка. Там прадавалі ўсё неабходнае для жыцця. Матрона Лявонцьеўна да сей пары ўспамінае, як ёй купілі ў склепе пана Бронскага адрэз на сукенку за 4 злотых.
Жыў на ўскрайку Арэхава пан Кагутоўскі Ён здаваў пад танцы нейкую хаціну, там весялілася мясцовая моладзь. Танцы спраўлялі пад гармонік. Быў адзін паляк, яго звалі Янэк Вільк, ён умеў нават іграць на скрыпцы. Адпачывала наша моладзь разам з польскай моладдзю: як хлопцы, так i дзяўчаты сябравалі паміж сабой.
Два гады Матрона нават выпісвала дзве польскія газеты.
„У весцы быў магазін. У магазіне прадавалася мука, цукар, алея, цукеркі, хусткі i шмат чаго іншага. Паны плацілі сялянам не вельмі многа, але на два злотых можна было купіць тpoxi прадуктаў.
Дарогі ў весцы былі простыя, уезжаныя дзве каляі. Да возера вельмі цяжка было дабрацца, бо вакол возера цягнуліся топкія балоты. Толькі летам i ўзімку можна было патрапіць да возера.“»
Примерно в 1919—1921 гг. в родные хутора возвращалось эвакуируемое в Первую мировую население. Однако не все по разным причинам смогли вернуться на родину, поэтому в 1920-х по сравнению с началом 1910-х гг. население деревни сократилось на треть. Население находилось в тяжелом положении. Все же вся земля, в том числе пашни, леса, озеро, принадлежали польским помещикам. За пользование ею необходимо было платить различные налоги. По многим воспоминаниям управляющий панскими делами в Орехове Боженко выглядит хозяйственным и рассудительным хозяином. Крестьянам разрешалось продавать излишки продукции и распоряжаться заработанными деньгами.
В деревне также работали магазин, мельница, детский сад и две школы: одна при церкви Святой Параскевы-Пятницкой, другая — польская начальная. Об образовании этой эпохи более подробно рассказано в разделе «История образования». Сами поляки, в том числе и паны, жили в конце деревни (современная «Злодеевка»).
С 1919 по 1927 г. Ореховский приход обслуживали Олтушские священники. В 1924 году, в приходе насчитывалось до 2000 прихожан. За время отсутствия священника в Ореховском приходе прочно прижились баптисты. В 1926 году они уже имели в Орехове молитвенный дом, и их было более 100 человек.
В сентябре 1926 года жители Ореховского прихода обратились с просьбой к Пинскому епископу Александру назначить к ним священника. Одновременно было направлено прошение к Полесскому воеводе — разрешить иметь своего священника. В течение двух лет по этому делу шла переписка с Митрополитом Варшавским Дионисием и Министерством исповеданий. Принимая во внимание, что Ореховская церковь находилась в хорошем состоянии, была снабжена богослужебными книгами, необходимой утварью, а дом псаломщика являлся пригодным для жилья, в 1927 году решили организовать в деревне Орехово самостоятельный приход со священником и псаломщиком. В результате был открыт штатный филиальный приход. Среди священников, которые служили в нём, были насельники Мелецкого Свято-Николаевского монастыря. В 1928—1930 гг. Ореховскую церковь посещало около 1200 прихожан из деревень Орехово и Отчин. В 1930 году её настоятелем стал священник Михаил Симонович, в 1931 году — священник Георгий Лукашук. В 1927—1928 годы служил иеромонах Савва (Дедусев). В 1930 году — священник М. Симонович. В 1931 году — Георгий Лукашук. В 1938 году — Симеон Ефимчик. В 1942 году служил священник Андрей Флячинский.
Но все же, не все выглядело так благополучно. Случалось, что непомерный произвол местных властей заставлял идти простых жителей на волнения.
Такой эпизод произошёл в 1932 г., когда группа местных крестьян выкосила траву с луга, который они считали своим. Но на самом деле эту землю им продали местные власти незаконно, то есть, обманув крестьян.
23 июня 1932 года лесная охрана имения Орехово-Главное, старший лесник Хведун Демьян, лесники Якуб Луцик, Юрек Петр по поручению доверенного лица Домбровского Леона пришла на луга, принадлежавшие имению, с целью проверки самовольного выкоса травы. После составления списка самовольно косивших крестьян, которых оказалось больше 100 человек с хуторов Перовое, Доброе, Дрочево, Колоничи, Отчин, а также из д. Орехово, лесники в шестом часу дня решили вернуться домой. В урочище Большой Городятин группа крестьян до 20 человек (взрослые мужики с косами) преградили путь лесникам, требуя отдать списки. Лесники сдались, крестьяне их обыскали, забрали список с именами и оружие.
Таким образом, расследование выявило виновных, но как видим, следствие все равно не стало на сторону пострадавших крестьян, а луг все равно оставался принадлежать имению Орехово-Главное. Во второй половине 1930-х гг. на фоне полонизации белорусов поляки устанавливают сильный контроль над рыбными промыслами в озёрах, которые наши предки считали своими. Вокруг Ореховского озера тоже не раз разгорались волнения из-за ограничений или запретов по ловле рыбы.
17 сентября и в октябре 1936 г. бастовали рыболовы в имениях Орехово и Олтуш, добившиеся повышения заработной платы.
Тем не менее, находились крестьяне, которые своим трудом добивались значительных успехов, имели крепкое и богатое хозяйство. Некоторым крестьянам везло меньше и им не удавалось выбиться из бедности.

### Возвращение в БССР
1 сентября 1939 г. началась Вторая мировая война. Именно этот день стал для Орехово началом той страшной войны, так как уже в первые дни немцы бомбили Брест, Пинск, Кобрин. Многие наши земляки сражались в рядах польской армии против немецких войск. Однако с утратой Западной Беларуси и Западной Украины не мог смириться и СССР.
17 сентября 1939 года по секретному пакту Молотова — Риббентроппа Красная армия перешла советско-польскую границу и заняла Западную Беларусь, а в 28 сентября 1939 г. уже вступила в Малориту.
В Западной Беларуси вместо поветов были созданы районы. Малоритский район вошёл в состав Брестской области.
15 декабря 1940 г. указом Президиума Верховного Совета БССР было принято постановление Брестского обкома партии «О создании Малоритского района», куда вошла и деревня Орехово. Население района составляло 32 663 человек. Площадь — 1101 квадратный километр.
15 декабря 1940 г. впервые на освобожденной территории прошли выборы в местные Советы депутатов трудящихся. В Малорите были созданы районный исполнительный комитет и райком партии.
Проходят выборы и в д. Орехово в местные Советы депутатов трудящихся. Формируется Ореховский сельский совет. Первым его председателем стал Жох Дмитрий Сергеевич, а секретарем — Смаль Устиния Прокофьевна.
В 1940 г. активизируется работа по коллективизации сельского хозяйства. Для оказания помощи колхозам в районе создается первая машинно-тракторная станция (МТС), открывается телефонная станция на 30 номеров.

### Вторая мировая и Великая Отечественная войны
22 июня 1941 г. в истории нашего Отечества началась страшная трагедия, которая затронула каждую семью и каждого человека.
Немцы установили «новый порядок». Изменилось административно-территориальное подчинение. Более чем три года д. Орехово находилась в составе Генерального округа Волынь-Подолия Рейхскомиссариата «Украина».
На территории Малоритского района партизанские отряды появились в первые месяцы оккупации Брестской области. Они создавались из числа бойцов 75 стрелковой дивизии, местного актива, из числа жителей деревень.
В юго-западной части Малоритского района — в районе Орехово-Олтуш-Радеж-Гвозница действовали отряды имени Ворошилова, Жукова, Зимянина (входившие в состав бригады имени Ленина). В районе деревень Антоново, Черняны, Доропеевичи действовали партизанские отряды имени Фрунзе, имени Чернака. В районе Луково-Мокраны действовала партизанская бригада Флегонтова. Кроме того, действовали отдельные партизанские отряды особого назначения. Отряд имени Жукова был организован из пинских подпольщиков и местных жителей. Во второй половине июня 1943 г. в отряд, которым командовал Шиканов, пришли представители штаба Брестского партизанского соединения. 8 июля 1943 года из этого отряда, насчитывавшего уже около 300 вооружённых партизан, выделили отряд им. Фрунзе. Отряд им. Фрунзе принял П. П. Спиридонов. Из числа партизан, находившихся в Холстуновских лесах, были созданы отряды им. Ворошилова и им. Жукова. Одновременно партизанские отряды им. Чернака, им. Фрунзе, им. Ворошилова и им. Жукова были сведены в бригаду. Командиром бригады был назначен Л. Б. Зеленин, а после его гибели 23 сентября 1943 г. Сумбат Арзуманян. Бригада действовала на территории Малоритского и др. районов.
В 1944 г. по воспоминаниям местных жителей в Орехово стояли венгерские отряды, которые боролись с партизанами в Шацких лесах. С этой целью недалеко от деревни было построено два ДОТа, которые должны были обстреливать Шацкие леса.
20 июля 1944 г. в результате наступательной операции «Багратион» были освобождены Малорита и д. Орехово. Жители деревни Орехово призывного возраста были призваны в советскую армию и участвовали в освобождении Польши и Германии.
За годы войны на территории в Ореховском сельсовете было уничтожено 136 мирных жителей. Угнано в рабство 21, вернулось 14 жителей, погибло на фронтах Великой Отечественной — 55 человек, погибло в партизанской борьбе 6 человек.
На территории Ореховского сельского совета находятся три памятника Великой Отечественной войны: памятник погибшим жителям Ореховского сельсовета, могила жертвам фашизма в д. Орехово и могила Неизвестного солдата у д. Зеленица.

### Послевоенное развитие деревни
После освобождения Малоритчины летом 1944 г. начался нелёгкий и долгий процесс восстановления д. Орехово.
Первые дома в сожженной деревне начали отстраивать по нынешней улице Советской. За первые полгода построено 15 домов. Лес на их строительство давали бесплатно. В основном, люди жили на близлежащих хуторах.
В 1945 г. опять вернулся на должность председателя Ореховского сельсовета Бегеза Яков Андреевич. Но восстановление советской власти шло с трудом. Причиной этому были многочисленные банды АУНавцев (Армия украинских националистов, либо, как их называли в народе бандеровцев (по фамилии главы АУН С. Бандеры).
В ночь на 22 июня 1946 г. бандиты ворвались в дом депутата Ореховского сельсовета Павла Борисюка, избили его семью, а сына Ивана расстреляли.
На территории Ореховского сельского совета в 1949 было создано 5 колхозов: «Красный Октябрь» в д. Орехово — председатель Демчук Трофим Якимович, «Рассвет» в д. Дрочево — председатель Бегеза Емельян Фадеевич, в д. Зеленица колхоз «Борец» — председатель Жох Иосиф. Также колхозы были созданы и в д. Перевись — колхоз им. Шевченко (председатель — Авдеюк Максим Дорофеевич), и в д. Перовое, д. Доброе — колхоз «Авангард» (председателем был Бегеза Матвей). В 1958 году эти два колхоза объединились в один колхоз «Рассвет».
Хозяйство специализировалось на производстве молока и мяса, а поэтому кормопроизводство всегда было важнейшей отраслью растениеводства.
С 1960 г. председателем работала Наталья Даниловна Олесик. Она внесла значительный вклад в развитие и экономику колхоза. В 1961 г. председателем колхоза был выбран Григорий Николаевич Беляков. В это время хозяйство составляло более 800 га пахотной земли и то, в буквальном смысле слова, — пески, разделенные на 500 кусков.
Весной 1962 г. шла посевная... Весь процесс сева приходилось проводить, в основном, лошадьми. В этом же году начинается процесс осушения заболоченных земель, которые почти полностью окружали деревню. Уже через год первые 140 га осушенных земель вступили в эксплуатацию. Первые урожаи составляли по 38 центнеров с га пшеницы и 25 — ржи. Мелиоративные работы продолжались ещё долго. В итоге в начале 1970 г. сложилась такая картина, которую мы видим и сегодня.
В 1963 г. на пост председателя был выбран Витановский Валентин Степанович. На новых землях собирали все большие урожаи. Так, в 1964 г. хлеборобы получили по 11,5 ц зерновых с га (в 1960 г. — 4,4 ц с га), 110 ц картофеля с га (в 1960 г. — 35 ц с га).
Вводится комплексная механизация в полеводстве. К 1970 г. были введены все севообороты на осушенных землях, начинают интенсивно использовать минеральные удобрения. Приходит механизация и на животноводческие фермы. По инициативе производственного управления сельского хозяйства организуются месячные курсы по учёбе заведующих ферм, кладовщиков, механиков. Инженеры объединения «Сельхозтехника» знакомили слушателей с устройством и использованием доильных аппаратов, водоструйных установок, сушильных машин и другими видами техники. В д. Орехово был создан зоотехнический кружок, где учились основам зоотехники вечером.
В 1968 г. урожайность зерновых с гектара составила 13,3 ц, картофеля 140 ц с га, сахарной свеклы по 242 ц с га. Машинно-тракторный парк в этом году насчитывал 28 тракторов, из которых 8 гусеничных, 13 автомашин разных марок, 7 зерноуборочных комбайнов, 2 картофелеуборочных комбайна, 2 картофелекопалки и множества всякого прицепного инвентаря. Зерновое хозяйство оставалось ведущей отраслью.
С 1971 г. председателем колхоза работал Захаревич Николай Васильевич. В 1973 г. в хозяйстве был создан филиал Малоритского СПТУ, так как желающих работать на тракторе было много, и техники было достаточно. Среди желающих две женщины — Мария Поцурай и Вера Шиголева, которые в 1975 г. создают женский экипаж. Они вывозили в поле удобрения, сеяли, пахали, собирали урожай.
В 1973 г. колхоз имел уже 3,523 га сельхозугодий, в том числе 1523 га пахотной земли. Во всех отраслях и обслуживающем производстве колхоза было занято 482 человека (из них 54 механизатора и 76 животноводов).
В 1975 году, на месте перезахоронения останков погибших в годы Великой Отечественной войны возвели памятник погибшим жителям Ореховского сельсовета. Его открытие приурочили к 30-летию Победы советского народа над немецко-фашистскими захватчиками.
В 1976 г. возглавлял хозяйство Иван Васильевич Кивачук. За 1972—1979 гг. в Орехово были построены зерноток «КЗС-20», зернохранилище, типовая мастерская (1976 г.), два жилых дома для молодых специалистов сельского хозяйства, административное здание, в котором разместилось правление колхоза, сельский Совет, почта. Также была заасфальтирована центральная улица и выложен тротуар, поставлен новый деревянный забор, положена центральная площадь. В это же время были построены здания магазина и КБО.
В 1979 г. началось строительство комплекса по откорму крупного рогатого скота на 5 тысяч голов. Строится завод по изготовлению обезвоживающих кормов на 21 тысячу тонн кормовых единиц, новое здание школы на 340 мест. Облик Орехово изменился за эти годы до неузнаваемости.
На центральной улице выросли новые здания магазина, детского сада. Жители деревни переселились в новые дома, проведен водопровод, заасфальтированы улицы.
В первой половине 1980-х гг. заканчивается строительство молочных ферм в Дрочево и Орехово.
В 1989 г. было завершено строительство комплекса по откорму КРС.
Также в конце 1980-х — нач. 1990-х гг. в деревне идёт широкое строительство новых улиц: Суворова, Песочной, Молодёжной, Садовой, Пионерской, Приозерной.
В тяжёлом экономическом положении оказался колхоз после распада СССР (1991 г.). Тем не менее, Кивачук И. В. пытался находить пути, чтобы хозяйство заработало деньги в эти тяжёлые времена.
Кроме того, в деревне поднялся вопрос о восстановлении своей церкви, уничтоженной в 1943 г.
В 1990 году по инициативе прихожан деревень Орехово, Дрочево, Перовое, Зеленица в Малоритский райисполком обратились Пётр Андреевич Бегеза, Григорий Никифорович Сай и Дарья Денисовна Демчук с ходатайством разрешить начать строительство церкви в деревне Орехово.
18 января 1991 года была создана районная комиссия для изучения общественного мнения населения, что проживало на территории сельсовета. В то же время исполком Брестского областного Совета народных депутатов выдал свидетельство о регистрации Устава (положения) Православной Свято-Параскева-Пятницкой церкви Республики Беларусь д. Орехово. В регистрации общины определённую помощь оказал председатель колхоза «Заря» Иван Васильевич Кивачук.
В 1995 году возведение церкви было завершено и в День храмового праздника (10 ноября) состоялось Соборное богослужение.
1 октября 1998 года при церкви начала действовать Воскресная школа.
В 2002 г. в районе, как известно, начался процесс реформирования колхозов. 30 июля 2003 г. произошло учредительное собрание в колхозе «Заря», который принял решение реформировать хозяйство в сельскохозяйственный производственный кооператив «Орехово». Был принят новый устав, собрание выбрало председателя кооператива, оказав доверие Богатко Константину Константиновичу.
В 2007 г. председателем СПК «Орехово» был избран Покровский Николай Евгеньевич, который возглавляет хозяйство по настоящее время.
В 2009—2010 гг. в деревне почти на всех улицах был установлен новый ажурный забор. В преддверии изменения статуса деревни на статус агрогородка также было построено 20 новых жилых домов и новая улица Абрикосовая.
2010 год в Орехово ознаменовался работами по проведению в деревню газопровода, на его строительство был затрачен 1 млрд бел. руб. 16 декабря 2010 г. состоялось торжественное открытия газопровода, который обеспечил газом новые 20 домов.
В 2011 г. произошло ещё важное событие в жизни деревни — отмечалось 465-летие со дня первого упоминания Орехово.

## Культура
- Дом культуры
- Историко-краеведческий музей ГУО "Ореховская средняя школа"
- Литературный музей А. С. Пушкина ГУО "Ореховская средняя школа"

## Достопримечательности
- Экологическая тропа
- Мемориальная доска Бегезе Я. А. и Луцику И. К.
- Памятный знак полководцу А. В. Суворову в память о событиях 1772 года
- Могила жертвам фашизма 1943 г.
- Памятник погибшим землякам Орехово
- Два ДОТа Великой Отечественной войны
- Свято-Покровская церковь (1792)
- Свято-Покровская церковь (1998)

## Галерея

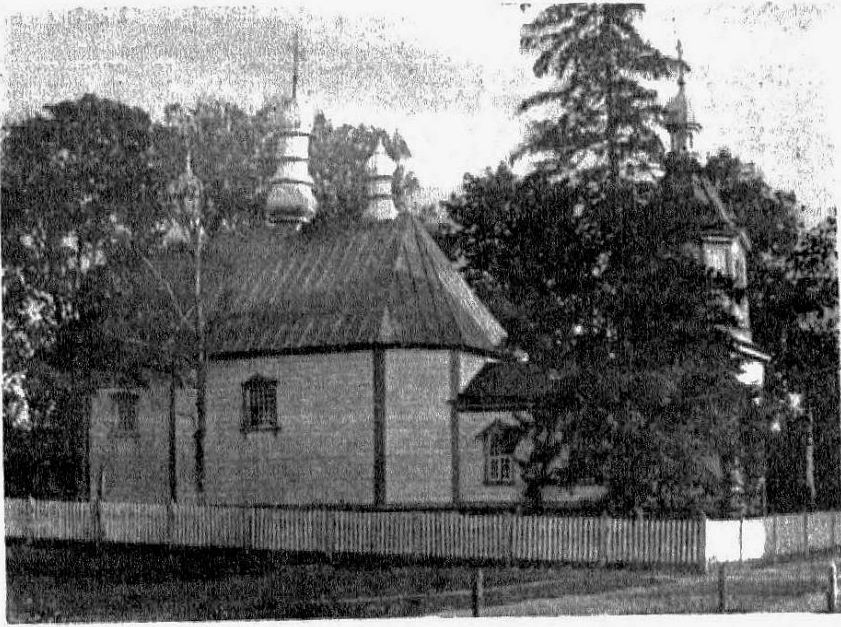
Свято-Покровская церковь (1792)
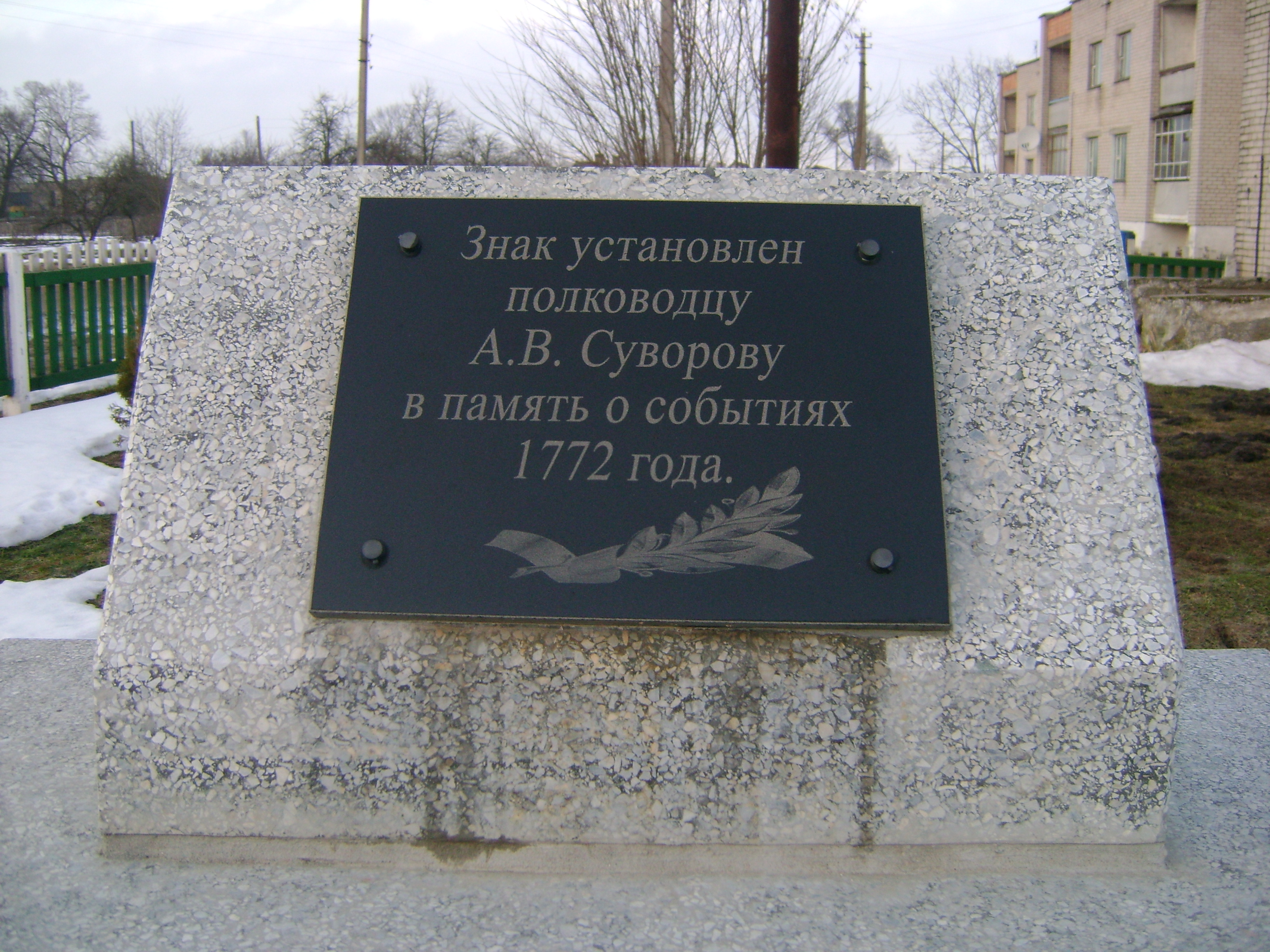
Памятный знак полководцу А. В. Суворову в память о событиях 1772 года

## Хронология важнейших событий, связанных с историей Орехово
- 10000 лет до н. э. — первые поселения первобытного человека эпохи мезолита на берегу озера Ореховское; древние стоянки на берегу озера Ореховское: Орехово-1, Орехово-2.
- ІІ-І тыс. до н. э. — находки бронзового века на стоянках Орехово-5, Орехово-6.
- VII в. н. э. — существование городища вблизи д. Орехово.
- VІІІ — IX вв. — на территории Малоритского района оформились славянские племена волынян и дреговичей.
- 992 г. — основание Туровской епархии, принятие христианства на Малоритчине.
- Конец Х — сер. XII в. — местные земли находились в составе Турово-Пинского княжества.
- 1020 −1044 гг. — землями южной Малоритчины овладел польский князь Болеслав Храбрый; потом их завоевал киевский князь Ярослав Мудрый.
- Сер. XII в. — Малоритчина переходит к волынскому князю Владимиру.
- 1164 г. — земли Малоритчины вошли во владение литовского князя Скирмунта.
- 1241 г. — татаро-монголы разрушили Пинск и Брест.
- 1258 г. — Берестейская земля, в том числе земля современной Малоритчины, вошли в состав Волынского княжества.
- 1336—1341 гг. — Малоритчина находилась под властью князя Галицко-Волынской Руси Юрия Болеслава
- 1341 г. — земли Малоритчины и Орехово вошли в состав Великого Княжества Литовского.
- 1349—1366 гг. — польский король Казимир ІІІ захватил Берестейщину, после 1366 г. земли Малоритчины окончательно возвращаются в состав ВКЛ.
- 1546 г., 3 августа — первое упоминание Орехово в «Описании границы между ВКЛ и Польской Короной».
- 1569 г. — Люблинская уния, создание Речи Посполитой.
- 1586 г. — «Подкоморское заключение по спорному делу о границах между шатчанами и ореховцами».
- 1668 г. — первое упоминание о церкви Святой Параскевы-Пятницкой в д. Орехово. Орехово упоминается в инвентарях помещицких имений Берестейской экономии.
- 1769 г., 1 (13) сентября — бой у деревни Орехово между отрядом Суворова и польскими конфедератами под командованием братьев Пуласких. Сожжение русскими войсками д. Орехово.
- 1792 г. — заложена новая церковь в Орехове.
- 1795 г. — третий раздел Речи Посполитой. Вхождение в состав Российской империи.
- 1813 г. — основан хутор Перовое, первое упоминание о фамилии Бегеза.
- 1860 г. — открытие церковно-приходской школы в д. Орехово.
- 1861 г. — Манифест об отмене крепостного права.
- 1863 г. — «Выкупной акт имения Орехово-Главное от 23 сентября 1863 г.».
- 1864 г. — «Опись населённого имения Орехово помещицы Северины Михайловой из Гутовской Кишевской, состоящем в Гродненской губернии Брестского уезда…».
- 1884 и 1898 гг. -Ореховскую церковь посещал архиерей.
- 1886 г. — инвентарная опись имения Орехово.
- 1904 г. — экспедиция М. В. Воронкова на озеро Ореховское.
- 1915 г., 8 сентября — кайзеровские войска заняли Брест, начало немецкой оккупации; принудительная эвакуации жителей Орехово.
- 1918 г., 3 марта — подписан Брестский мир, по которому белорусские земли отходили в состав кайзеровской Германии до ноября 1918 г.
- 1919 г., июль — поляки заняли Малоритчину, начало советско-польской войны.
- 1920 г., 31 июля — произошло Второе провозглашение БССР, Малоритчину освободили советские войска.
- 1921 г., 18 марта — подписан Рижский мир, по которому Западная Беларусь отходила Польше.
- 1927 г. — открыт штатный филиальный приход в д. Орехово.
- 1932 г., 23 июня — вооружённое столкновение крестьян имения Орехово с лесниками.
- 1937 г., сентябрь, октябрь — забастовка рыбаков Ореховского озера.
- 1939 г., 1 сентября — начало Второй Мировой войны; 29 октября Народное собрание Западной Беларуси приняло Декларацию о Советской власти — воссоединение с БССР; вхождение в состав СССР; создание Ореховского сельсовета.
- 1940 г., 15 декабря — создание Малоритского района, куда вошла и д. Орехово.
- 1941 г., 22 июня — начало Великой Отечественной войны.
- 1942 г., апрель — угон жителей Орехово в Германию; июль — расстрел 10 мирных жителей Орехово в урочище «Белогурах».
- 1943 г., 11 сентября — сожжение немцами д. Орехово.
- 1944 г., 20 июля — освобождение Малориты и Орехово от немецкой оккупации в ходе операции «Багратион».
- 1949 г. — на территории Ореховского сельского совета создано 5 колхозов: «Красный Октябрь» (Орехово), «Рассвет» (Дрочево), «Борец» (Зеленица), колхоз им. Шевченко (хутор Перевись), «Авангард» (хутор Перовое, хутор Доброе).
- 1956 г. — в д. Орехово побывал первый секретарь Брестского обкома Компартии Белоруссии П. М. Машеров.
- 1957 г. — основание деревень Доброе, Дрочево, Зеленица, Перовое.
- 1958 г. — образован колхоз «Заря»; основание деревни Перевись.
- 1960 г. — построено новое здание сельского дома культуры.
- 1978 г. — построено здание Детского сада.
- 1979 г. — построено здание новой школы.
- 1991 г., 25 декабря — распад СССР.
- 1998 г. — новую церковь Святой Параскевы-Пятницы освятил Митрополит Минский и Слуцкий Патриарший Экзарх всея Беларуси Филарет и Архиепископ Брестский и Кобринский Константин.
- 2003 г., 30 июля — реформирование колхоза «Заря» в СПК «Орехово».
- 2004, 2006 гг. — церковь в д. Орехово посещает епископ Брестский и Кобринский Иоанн.
- 2005 г. — принятие комплексной «Программы возрождения села».
- 2010 г., 16 декабря — торжественное открытие газопровода по ул. Абрикосовой.
- 2011 г., 25 марта — решением Малоритского районного Совета депутатов деревня Орехово получила статус агрогородка, 3 августа — Орехову исполнилось 465 лет.
- 2012 г. — численность населения на 14 августа составила 701 человек, из них 349 муж., 352 жен.
- 2013 г., 27 октября — празднование 200-летия д. Перовое.